# المتشردان (فلم)
المتشردان فيلم مصري إنتاج جرجس فوزى سنة 1983 وتأليف وسيناريو وحوار الكاتب فيصل ندا واخراج السعيد مصطفى وبطولة شريهان وسعيد صالح ويحيى الفخراني ومحمد رضا وويصور الفيلم قصة شاب يعانى من الديون التي يتعرض بسببها لمضايقات صاحبة السكن والبقال والجزار وكيف تغيرت معاملتهم له بعد أن ورث مبلغا من المال.

## قصة الفيلم
تدور أحداث الفيلم حول مسعود (سعيد صالح) الذي يعاني هو وصاحبه حامد (يحيى الفخراني) من الديون المتراكمة لكل من صاحبة الشقة الست أم لواحظ (ليلى فهمى) وسنكر البقال (أحمد غانم) والمعلم عضمة الجزار (محمد رضا)، هذه الديون التي تتزايد بسبب طردهم من العمل بالكازينو كجرسونات لأنهم مهملين، كما أن مسعود مشغول بجيهان هانم (شريهان) ويترك الزبائن من أجلها.
وبسبب زيادة الديون، يقوم المعلم عضمة بربطهم في القرمة الخشب التي يقطع فوقها اللحمة، لكن إبراهيم أفندى المحامى يتدخل ويقترح أخذ كمبيالات علي مسعود وحامد، فيوافقان ليطلق سراحهم. لكن أم لواحظ تضبط مسعود متلبسا بسرقة فرخة من فراخها لأنه جائع، فتصرخ طالبة النجدة فيتدخل إبراهيم أفندى المحامى مرة أخرى ويقترح أخذ اقرار عليهم بضرورة دفع الإيجار المتأخر قبل 15 يوم أو يطردوا من الشقة، فتوافق أم لواحظ بشرط عدم دخولهم الشقة لحين السداد أو الطرد.
وتحدث المفاجأة، حيث يصل تلغراف من أستراليا يفيد أن مسعود ورث عن عمه مليون جنيه، ولكن مسعود وحامد يهربان قبل معرفة أمر هذا التلغراف لأن الذي جاء به سلامه الجرسون مدير الكازينو، الذي طردهم فقد خافوا أن يسلمهم للبوليس.
ويواجهان متاعب كثيرة في البحث عن عمل ومأوى حيث يعملان لدى عطار لكنه يطردهم لتسببهم في هروب زبائن المحل ويعملون لدى صاحب اسطبل لكنه يطردهم أيضا بعد أن يعرف أنهم طردوا من الكازينو لاتهامهم بالسرقة ويعملون في غرزة ليلية لكنهم يتركوها بعد مهاجمة البوليس لها.
وعندما يضيق بهم الحال يعودوا إلى الحارة التي لم يكف دمعها وبحثها عنهم حتى ان المعلم عضمة ينشر اعلانا في الجورنال بالألوان يناشد مسعود العودة ويفاجا المتشردان بتغير معاملة أهل الحارة لهما وتبدأ النفوس تميل لهما وتأتى جيهان التي يحبها مسعود لكنها لم تكن تشعر به وقد تحولت مثل أهل الحارة وتتوالى الأحداث حتى يفاجأ الجميع بالحقيقة.

### الممثلين
| - شريهان: (جيهان) - سعيد صالح: (مسعود) - يحيى الفخراني: (حامد) - محمد رضا: (المعلم عضمة الجزار) | - ليلى فهمي: (أم لواحظ) - روعة الكاتب: (لواحظ) - أحمد غانم: (سنكر البقال) - فاروق فتح الله: ( سلامه الجرسون ) | - عهدي صادق: (زينهم صبى الجزار) - طارق دسوقي: (حمدى خطيب جيهان) - محمد أبو الحسن: (إبراهيم أفندى) - اعتدال شاهين: (والدة جيهان) | - انجيل آرام: (الزبونة أم الأولاد في الكازينو) - يوسف عيد: (حميدو في الاسطبل) - بدرية عبد الجواد: (زبونة محل العطارة) - لويس يوسف: | - محمود العراقي - حسن صالح - أحمد أبو عبية - حسن الديب |

## وصلات خارجية
- مقالات تستعمل روابط فنية بلا صلة مع ويكي بيانات